# 將軍澳香島中學
將軍澳香島中學（英語：Heung To Secondary School (Tseung Kwan O)），位於新界將軍澳，是香港的一所直資中學，辦學團體為香島教育機構。前身為「旺角香島中學」（英語：Heung To Middle School (Mong Kok)），於1956年在旺角運動場道創辦，於2003年遷入現址。

## 大事紀
- 2002年10月，香島教育機構獲分配將軍澳73A區（勤學里4號）校舍，以遷置旺角香島中學。
- 2003年8月15日，將軍澳香島中學校董會有限公司成立。[2]
- 2003年9月，新校舍落成啟用，創校校長吳容輝，校監葉慧珍。
- 2008年6月，舉行首屈畢業典禮。
- 2011年4月2日，香島教育機構六十五週年校慶特刊暨將軍澳香島中學八周年校慶典禮開放日。
- 2012年12月18日，與深圳亞迪學校結為姊妹學校。[3]。
- 2013年9月3日，舉行開學禮暨建校十週年系列活動啟動儀式。
- 2013年12月1日，舉行建校十週年活動暨泓志全方位學習基金步行籌款。學校舉行十載香情盆菜宴，逾500人出席。
- 2014年5月4日，舉行十周年校慶典禮暨開放日。
- 2015年7月，獲2014-15行政長官卓越教學獎。
- 2015年9月1日，吳容輝校長轉任天水圍香島中學校長，鄧飛副校長升任校長。
- 2016年4月8日及9日，舉行香島中學七十週年校慶開放日。[4]。
- 2019年1月29日，與重慶市鳳鳴山中學締結為姊妹學校。[5]。
- 2022年9月1日：鄧飛校長當選為立法會議員，辭任校長，鍾堯基擔任署理校長。
- 2023年9月1日：鍾堯基署理校長擔任校長。

## 辦學團體
香島教育機構位於九龍塘又一村桃源街33號。該機構現時開辦三間學校，分別為九龍塘又一村桃源街33號香島中學正校、天水圍天暉路8號天水圍香島中學及將軍澳調景嶺勤學里4號的將軍澳香島中學。
香島敎育機構開辧一所慈善性質非牟利教育機構，另有一屬校旺角運動場道29號香島專科學校。

## 校政管理
校董會主席為袁武，校監為葉燕平。校長為鍾堯基。校董為李祖澤、吳清輝、沈雪明、王志華和吳容輝。

## 辦學宗旨
建立一所教學嚴謹、校風淳樸的高效能學校。致力為學生提供多元化的學習環境，使學生在德、智、體、群、美各方面均衡發展，成為愛國愛港、品學兼優的青年。

## 學校設施
為標準的「千禧校舍」，全校課室、禮堂及專室均具空調設備、鋪設光纖網絡，設有大型演講室、舞蹈室、籃球場、小型足球場、50米跑道及跳遠沙池等。2023年開始進行改建工程計劃，已完成改建七樓新圖書館、電競健身室、自主學習中心等新設施，其他改建工程亦持續進行中，希望為學生提供一個全新的校園學習環境。
支援有特殊教育需要學生的設施：暢通易達升降機及暢通易達洗手間。

## 歷任校長及校監

### 校長

#### 舊校舍
- 莊立度 先生（校長；1998年逝世）[6]

#### 新校舍

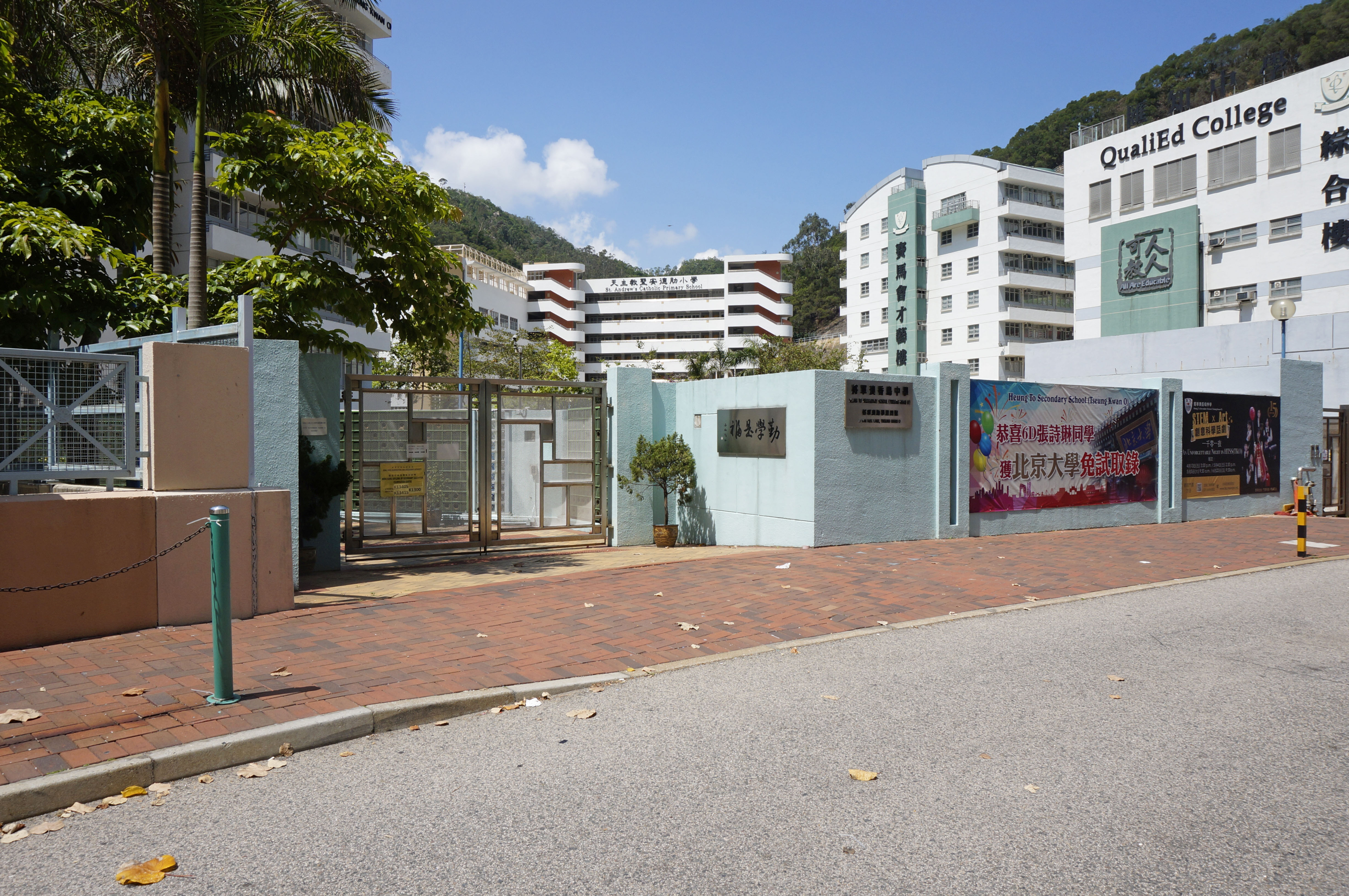
將軍澳香島中學正門及外圍

| 任別 | 姓名       | 上任學年  | 離任學年  | 備註                                                                                   |
| ---- | ---------- | --------- | --------- | -------------------------------------------------------------------------------------- |
| 1    | 吳容輝先生 | 2003-2004 | 2014-2015 | 轉任天水圍香島中學校長                                                                 |
| 2    | 鄧飛先生   | 2015-2016 | 2022-2023 | 鄧飛亦是香島中學校友，擔任香港教育工作者聯會主席及香港第七屆立法會選舉委員會界別議員。 |
| 3    | 鍾堯基先生 | 2023年9月 | 現任      |                                                                                        |

### 校監
| 任別 | 姓名   | 上任學年  | 離任學年  | 備註                                                                                                |
| ---- | ------ | --------- | --------- | --------------------------------------------------------------------------------------------------- |
| 1    | 葉慧珍 | 2003-2004 | 2011-2012 | |
| 2    | 楊耀忠 | 2011-2012 | 2016-2017 | 他於2015年9月起擔任天水圍香島中學校監及於2015年9月至2017年8月將軍澳香島中學校監，同時兼顧兩校校監。 |
| 3    | 葉燕平 | 2016-2017 | 現任      | 曾任天水圍香島中學校監。他於2021年9月擔任香島中學校監，兼顧兩校校監。                               |

## 香島中學畢業禮「薪火相傳」儀式
每年畢業禮都會進行「薪火相傳」儀式，由應屆畢業生把象徵香島精神的「緊握手中筆」標誌傳給學弟學妹，寄望學弟學妹們繼承母校優良傳統，熱愛國家民族，熱愛香港，積極參與社會事務，努力學習先進科技和文化，成為具現代化知識、目光遠大、有責任感及使命感的愛國愛港青年。

## 圖集

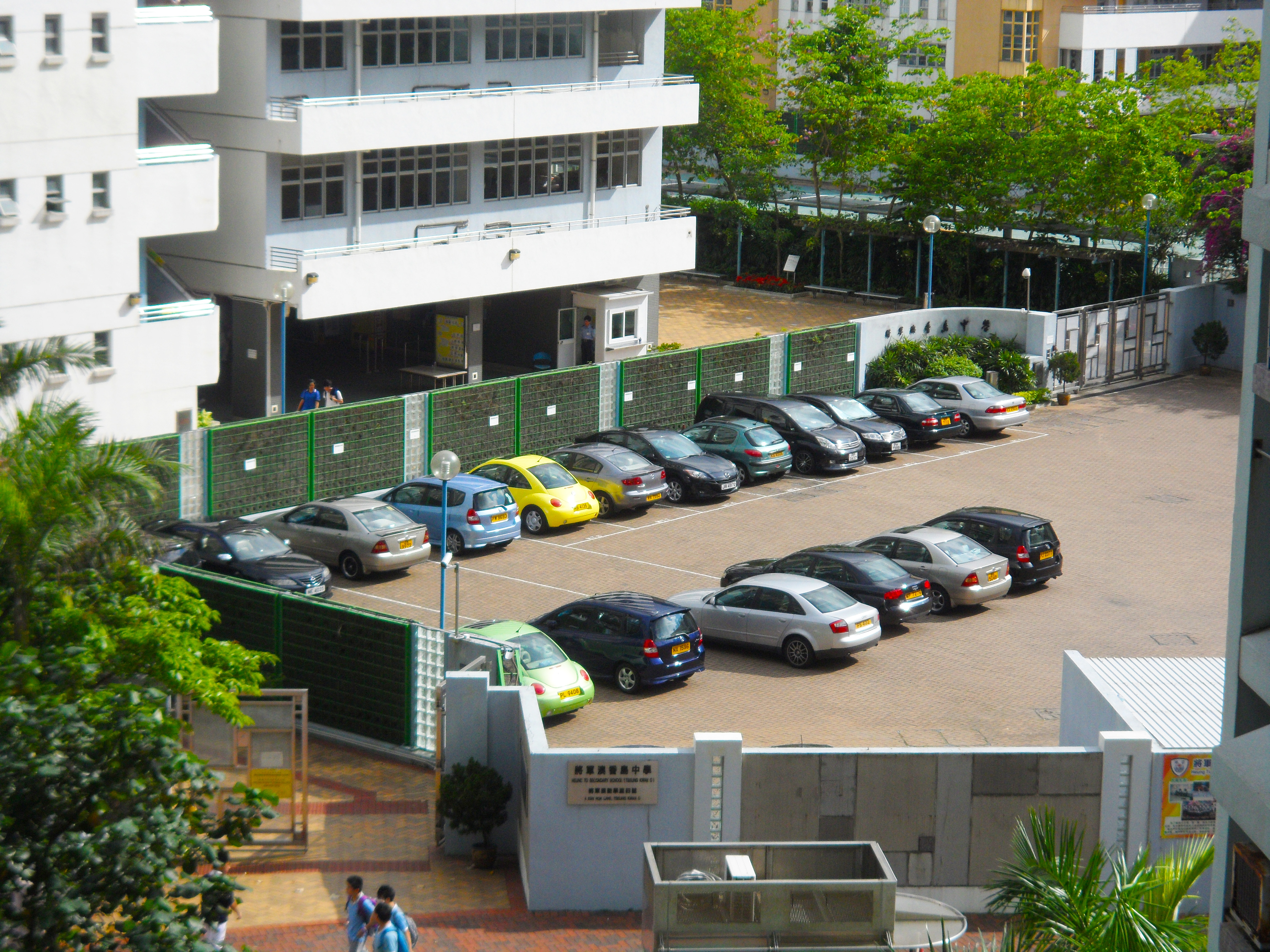
將軍澳香島中學停車場
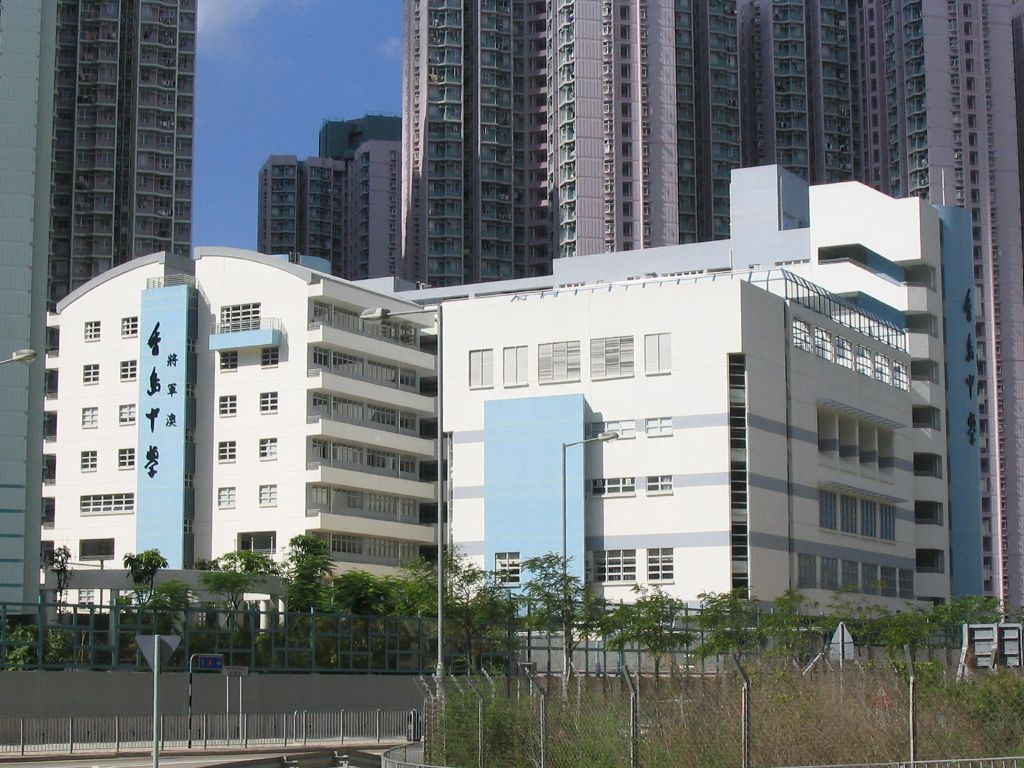
將軍澳香島中學千禧校舍

## 姊妹學校
- 中国深圳亞迪學校-----2012年12月18日
- 中国重慶市鳳鳴山中學—2019年1月29日

## 鄰近學校
- 優才（楊殷有娣）書院
- 萬鈞匯知中學
- 天主教聖安德肋小學